# Signilskärs fågelstation
Signilskärs fågelstation är en fågelstation på Signilskär i Hammarlands kommun på Åland. Den ligger väster om Signilskärsfjärden 15 kilometer från Eckerö och 30 kilometer från Skatudden utanför Grisslehamn i Sverige.
Signilskärs fågelstation är jämte Lågskärs fågelstation en av två fågelstationer i Åland som drivs av Ålands fågelskyddsförening r.f.
Den började sin verksamhet 1927 och är den äldsta fågelstationen i Norden. Ålands fågelskyddsförening inköpte 1929 en mindre stuga på Heligman (Hellman) som förläggning. Den nuvarande stationsbyggnaden köptes 1937 av lotsen Emil Ekvall.